# Молдовенешть
Молдовенешть, Молдовенешті (рум. Moldovenești) — село у повіті Клуж в Румунії. Входить до складу комуни Молдовенешть.
Село розташоване на відстані 297 км на північний захід від Бухареста, 31 км на південь від Клуж-Напоки.

## Населення
За даними перепису населення 2002 року у селі проживали 1242 особи.
Національний склад населення села:
| Національність | Кількість осіб | Відсоток |
| -------------- | -------------- | -------- |
| угорці         | 901            | 72,5%    |
| румуни         | 322            | 25,9%    |
| цигани         | 17             | 1,4%     |

Рідною мовою назвали:
| Мова      | Кількість осіб | Відсоток |
| --------- | -------------- | -------- |
| угорська  | 906            | 72,9%    |
| румунська | 334            | 26,9%    |